# Bilal Aziz
Bilal Aziz (Beiroet, 1 juli 1985) is een Turks voetballer van Libanese afkomst. Hij speelt sinds 2008 bij Kayserispor. Eerder speelde hij bij de Duitse clubs FC Schalke 04 en VfL Osnabrück.

## Erelijst
- Kayserispor
  - Turkse beker: 1 (2008)